# Chrząszczew (województwo łódzkie)
Chrząszczew – wieś w Polsce położona w województwie łódzkim, w powiecie rawskim, w gminie Biała Rawska. 
Wieś wymieniana w 1579 r. jako Chrzasczew albo Chrzasczew Magna.
W latach 1975–1998 miejscowość administracyjnie należała do województwa skierniewickiego. 
Wieś najbardziej znana jest z istniejącej (z przerwami) od 1971 roku dyskoteki. Wcześniej miała ona nazwę "Hipodrom", obecna nazwa klubu to "Piramida". 
Przez wieś przebiega magistrala kolejowa Grodzisk Mazowiecki – Zawiercie (tzw. CMK – Centralna Magistrala Kolejowa).
Wieś liczy ok. 300–350 mieszkańców. Zajmują się oni głównie rolnictwem (sady owocowe, uprawa ziemniaków), część prowadzi własne przedsiębiorstwa.
Ochotnicza Straż Pożarna w Chrząszczewie w 2006 roku obchodziła swoje 80-lecie istnienia.
W tej wsi znajduje się również drużyna piłkarska Victoria Chrząszczew, która gra w klasie A okręgu skierniewickiego.